# 白子健
白子健（1992年10月16日—），中国朝鲜族足球运动员。

## 职业生涯
2010年，当时未满18岁的白子健因为不占内援转会名额，加上得到当时的重庆力帆主帅李树斌的力荐，于是重庆力帆最终引进了从未踢过职业联赛的白子健，并为他在一线队注册和报名。不过，白子健从未为重庆力帆上场比赛甚至进入18人的球员名单。在李树斌走后，白子健的父亲也找到力帆俱乐部，以孩子不想踢球、想读书深造为由离开球队，白子健在韩国读书期间，他父亲的一个好朋友认识大田市民的主教练，于是白子健就有了去大田市民试训的机会。
2011年2月，韩国K联赛球队大田市民正式宣布签下白子健，白子健也成为K联赛最年轻的外援球员並是第七名征战K联赛的中国球员。3月6日，K联赛的首轮比赛，大田市民2-1击败了蔚山现代，白子健在比赛临近结束时被替换上场，完成了自己在K联赛的处子秀，也是他职业生涯的处子秀。赛季结束后，大田市民决定不和白子健续约。2012年2月，白子健加盟K2联赛球队高阳国民银行。
2013年2月，加盟长春亚泰。
2018年，加盟黑龍江火山鳴泉。